# Androconio

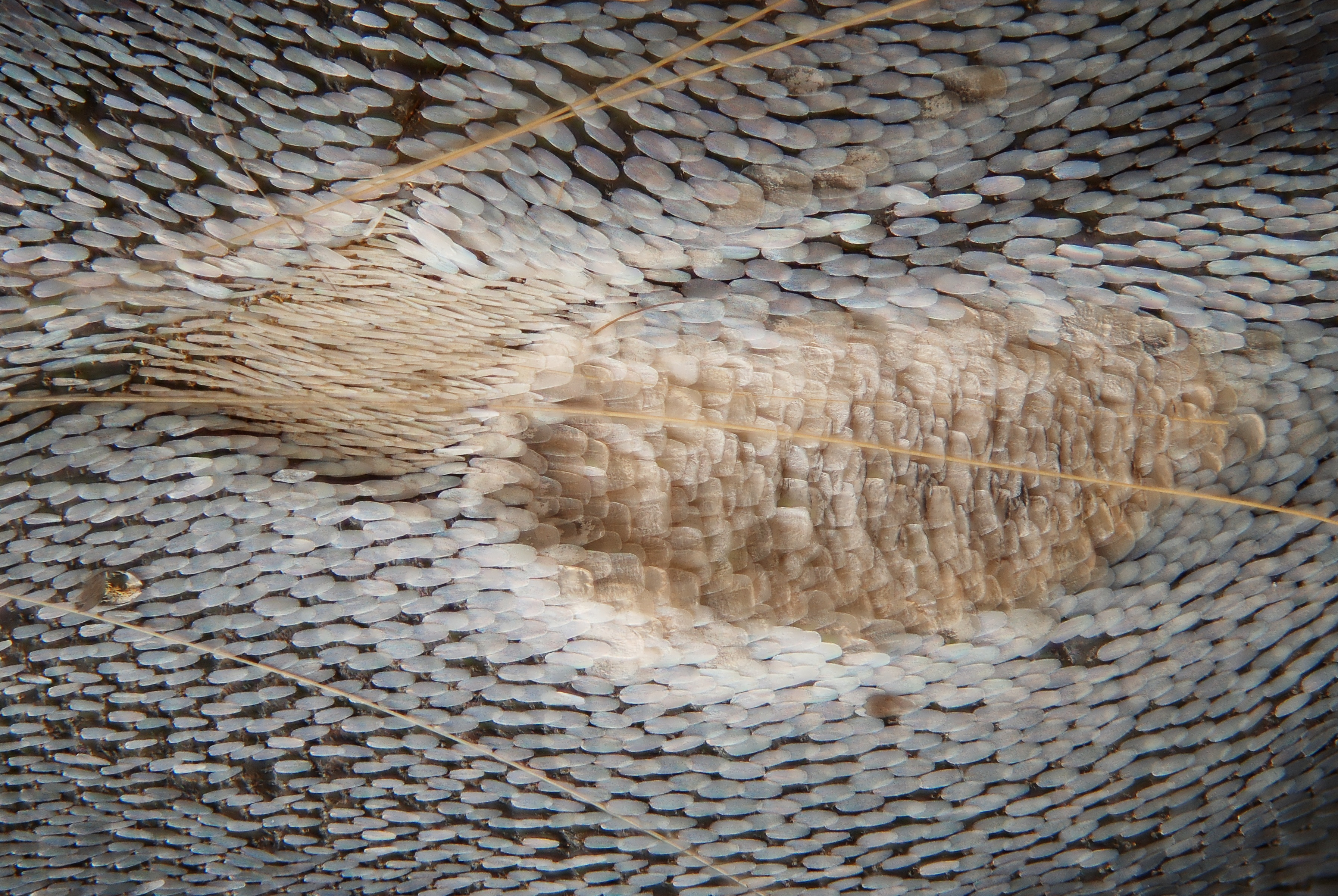
Microfotografía de una mancha androconial en el ala de una mariposa.

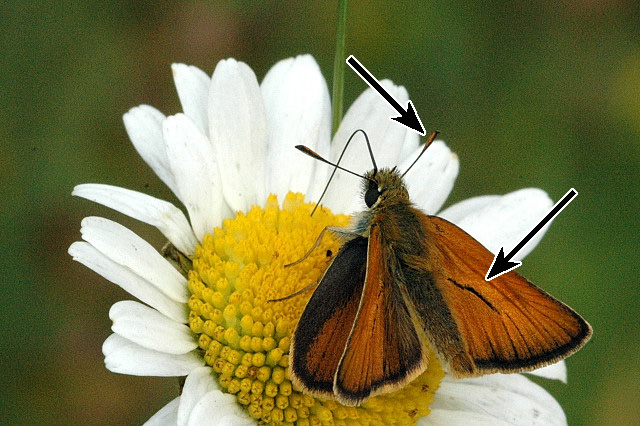
Thymelicus sylvestris macho. Las flechas indican el androconio y la maza de la antena

Androconio o escamas androconiales, son las escamas especializadas que poseen los machos de las mariposas. En estas escamas se encuentran células glandulares que segregan sustancias químicas, feromonas, relacionadas con la reproducción, cuya función es la de atraer a las hembras de su misma especie.
Los androconios pueden encontrarse dispersos por alas, cuerpo o patas, o concentrarse en manchas o estigmas, en invaginaciones del anverso de las alas anteriores, a veces ocultas por otras escamas. También pueden aparecer en los pliegues de las alas a modo de «mechones de pelo», lo que facilita la dispersión de las feromonas por el aire.